# 七人の孫
『七人の孫』（しちにんのまご）は、1964年1月6日から同年7月6日、および1965年6月7日から1966年2月28日までTBS系列局の「ナショナル劇場」枠で放送されていたテレビドラマである。原案は源氏鶏太。

## 概要
森繁久彌扮する明治生まれの祖父を中心に、大正生まれの父母（大坂志郎、加藤治子）、七人の孫（高橋幸治、松山英太郎、いしだあゆみ、島かおり、勝呂誉、長谷川哲夫、田島和子）の織りなす大家族ホームドラマである。そのほかの主な出演者は、悠木千帆、稲垣美穂子、月丘夢路、水島道太郎、松本めぐみ、城野ゆき、石坂浩二。脚本家の向田邦子や演出家の久世光彦が売れっ子となるきっかけとなった作品でもある。
テーマソングは、主演の森繁が本作のために書き下ろした「人生賛歌」（作曲：山本直純）である。本編開始前には、毎回森繁が時事について取り上げるフリートークコーナーがあった。
1965年6月28日放送分で最高視聴率33.3%を記録した作品であるが、当時はVTR保存体制が整っていなかったこともあり、TBSには本作の映像が現存しない。音声については視聴者が何話分かを録音していた。
本作の森繁久彌と悠木演じる主人公一家の家政婦・おとしさんのアドリブを交えた場面が人気を呼び、1966年4月6日から10月5日まで、おとしさんを主人公としたスピンオフドラマ『とし子さん』が水曜21時から21時30分に放送された。『とし子さん』も人気を博したので、間隔を置かずに『とし子さん』終了後の次クールに同枠で題名を変えての続編『ハッスル奥様』が放送された。『とし子さん』は2019年3月29日に発売されたDVDとして初めてソフト化された。
レギュラー放送終了から20年後の1987年1月2日、続編として単発の新春ドラマスペシャル『森繁久彌の七人の孫』（もりしげひさやのしちにんのまご）が同じくTBS系列局で放送された。脚本は小山内美江子。キャストは元のシリーズ出演者（森繁久彌、大坂志郎、加藤治子、いしだあゆみなど）のほか、田原俊彦、三田寛子、植草克秀、野村真美、中田喜子、竹脇無我など。森繁は73歳の老人役を演じていたが引き続き96歳の老人役を演じている。　

## 出演
- 北原亮作：森繁久彌
- 息子・北原雄吉：大坂志郎
- その妻・北原里子：加藤治子
- 娘・宮本英子：月丘夢路
- 雄吉の長男・北原一郎：長谷川哲夫
- その妻・北原セツコ：稲垣美穂子
- 次男・北原智雄：勝呂誉
- 三男・北原京太：松山英太郎
- 長女・北原正子：いしだあゆみ
- 英子の夫・宮本国雄：水島道太郎
- 国雄の長男・宮本輝雄：高橋幸治
- 国雄の長女・宮本愛子：島かおり
- 亮作の隠し子の娘・北原美穂子：田島和子
- 新田吾郎：石坂浩二
- 村松千也子：藤間紫
- 北原家の女中・おとし：悠木千帆